# Победа (парк, Полтава)
Полтавский парк «Победа» — старейший парк в городской черте Полтавы.

## История

### 1802—1917

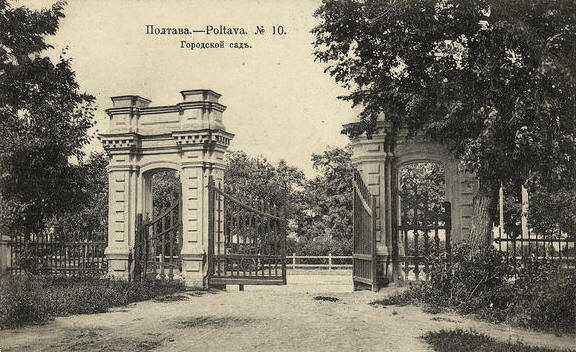
Полтавский городской сад, начало XX века

В 1802 году, после того, как Полтава стала административным центром Полтавской губернии, началось создание Полтавского городского сада по эскизу архитектора М. А. Амвросимова. В 1803 году территория городского сада была обнесена оградой, в дальнейшем на территории парка были обустроены лавочки, беседки и даже несколько каминов «для обогревания публики».
В 1820 году в саду была открыта Полтавская школа садоводства (которая действовала до конца 1841 года и внесла значительный вклад в развитие сада), построена оранжерея, а в нижней части парка вдоль склона были оборудованы пруды. В это же время на месте срытых земляных валов Полтавской крепости были посажены фруктовые деревья и виноград.
В 1852 году в городском саду было построено деревянное помещение Полтавского городского театра.
Во второй половине XIX века в парке были открыты «ресторан для продажи дозволенных предметов», балаганы для продажи мороженого и кондитерских изделий и «кофейный дом».
9 мая 1861 года в парке был проведён обед в память Т. Г. Шевченко, в котором приняли участие 200 человек.
17 июля 1877 года в парке прошли народные гулянья в честь освобождения русскими войсками древней столицы Болгарии — города Тырново и организован сбор средств на оказание помощи болгарскому народу, в течение дня было собрано 1150 рублей.

### 1918—1991
Во время гражданской войны парк пришёл в запустение, однако уже 25 апреля 1920 года был проведён первый массовый общегородской субботник и началось восстановление города. В дальнейшем, восстановленный парк получил новое наименование — парк имени Ивана Франко — и был официально открыт для посещения.
В 1920е — 1930е годы парк являлся местом проведения общегородских праздников и торжественных мероприятий, также здесь проходили концерты симфонического оркестра и сельскохозяйственные выставки.
29 августа 1936 года на территории парка был перенесён со Старого городского кладбища и перезахоронен прах писателя В. Г. Короленко, в 1940 году рядом с ним была похоронена его жена.
После начала Великой Отечественной войны парк стал местом боевой подготовки народного ополчения Полтавы и местом проведения нескольких антифашистских митингов (на которых выступили Ванда Василевская и писатель Александр Корнейчук). В 1941—1943 годы парк пострадал в ходе боевых действий и был серьёзно разрушен в период немецкой оккупации города (в это время были вырублены и сожжены почти все деревья), но в первую послевоенную весну здесь были посажены новые деревья. Восстановленный парк получил новое наименование — парк «Победа».
В 1959 году на территории парка недалеко от бильярдной была построена стальная вышка для прыжков с парашютом (прыжки с которой совершали до 1966 года).
В начале 1960-х годов возле аттракциона «Ромашка» на металлических опорах был установлен самолёт Ли-2, в нём был оборудован детский кинотеатр и проходили показы фильмов для детей.
В 1962 году на могиле В. Г. Короленко был установлено надгробие из розового гранитного монолита с бронзовым барельефом.
В 1970 году парк получил статус памятника садово-паркового искусства.
В июле 1987 года на Певческом поле на территории парка был проведён II республиканский праздник народного творчества, в дальнейшем, к празднованию 70-летия Октябрьской революции в ноябре 1987 года на Певческом поле были построены сцена с просцениумом и расположенными амфитеатром скамьями для зрителей.
По состоянию на начало 1989 года, парк «Победа» являлся самым большим из парков и скверов Полтавы — его территория составляла 47 гектаров. На территории парка росли несколько десятков видов и подвидов деревьев (в том числе, каштан, акация, клён, липа, лиственница, сосна, дуб, берёза, ель и шелковица) и кустарников (в том числе, сортовая сирень, разные спиреи и форзиция), а также значительное количество цветов и трав (в том числе, лекарственные растения).
На территории парка действовали летний театр «Юбилейный» с залом на 350 мест и кинолекторием, в котором находились шахматно-шашечный клуб, бильярдная и зал игровых автоматов, а также автодром, теннисные корты, механизированные аттракционы и цветомузыкальный фонтан.
В юго-восточной части парка находился детский автогородок с пунктом проката автомобилей и пост ГАИ.
На аллее Героев были установлены портреты Героев Советского Союза — жителей и уроженцев Полтавы.

### После 1991
После провозглашения независимости Украины парк получил статус памятника садово-паркового искусства Украины общегосударственного значения и был передан на баланс коммунального предприятия «Декоративные культуры», техническое обслуживание фонтана осуществляет «Полтававодоканал».
В конце 1993 года находившийся в парке корпус самолёта Ли-2 пропал при неустановленных обстоятельствах.
В 2009 году Полтавский городской совет начал работы по инвентаризации и определению границ земельных участков парков Полтавы (в том числе, парка «Победа»). В марте 2014 года действия городских властей (в ходе которых 24 га территории парка были незаконно выведены из категории природно-заповедных земель) были опротестованы прокуратурой Полтавы. В 2015 году городской прокуратурой Полтавы было установлено, что в 2009—2010 гг. из природно-заповедных земель на территории парка «Победа» в собственность гражданских лиц были переданы 17 земельных участков рыночной стоимостью свыше 2,5 млн. гривен.
Во время проведения в Полтаве двухмесячника чистоты и благоустройства весной 2015 года, в апреле 2015 года в парке посадили 20 саженцев деревьев и несколько десятков кустов самшита, предоставленных Полтавским лесным хозяйством по заказу городских властей.